# 刘基庙
刘基庙位于浙江温州文成县南田镇，是明朝开国元勋及朱元璋的帝王师刘基的纪念建筑。2001年，刘基庙与刘基墓一起被中国国务院列为全国重点文物保护单位。刘基庙于明天顺五年（1460年）十二月建成，为七开间回廊合院，占地3024平方米。正德九年（1514年），刘基被追赠为太师，赐谥文成，庙门外加建御题『帝师』及『王佐』两座木牌坊。民国十六年（1927年），加建『追远祠』。五百多年来虽经数次维修，整体上仍保持了明代风格，是很具研究价值的明、清时代木结构古建筑。